# Ulrike Bruns
Ulrike Bruns, född den 17 november 1953 i Cottbus som Ulrike Klapezynski, är en tysk före detta friidrottare som tävlade i medeldistanslöpning för Östtyskland.
Bruns genombrott kom när hon blev bronsmedaljör på 1 500 meter vid Olympiska sommarspelen 1976. Hon var även i final på 1 500 meter vid Olympiska sommarspelen 1980 men blev då femma. 
Samma placering nådde hon vid EM 1982 i Aten. Fyra år senare blev hon bronsmedaljör på 10 000 meter vid EM i Stuttgart. Hon blev också bronsmedaljör vid VM 1987 i Rom men då på 3 000 meter.

## Personliga rekord
- 1 500 meter - 3.59,9 från 1976
- 3 000 meter - 8.40,30 från 1987
- 10 000 meter - 31.19,76 från 1986